# Selim III
Selim III (ur. 24 grudnia 1761, zm. 28/29 lipca 1808) – sułtan z dynastii Osmanów, panujący w latach 1789–1807.

## Życiorys
Był synem sułtana Mustafy III, wstąpił na tron po śmierci stryja Abdulhamida I.
W wyniku wojny z koalicją austriacko-rosyjską na mocy pokoju z Austrią w Sistowej (1791) dokonał korektury granicznej nad Dunajem, a w Jassach (1792) zrzekł się na rzecz Katarzyny II obszaru między Bohem a Dniestrem. W związku z wojną z Rosją (1788-92) otrzymał pomoc finansową od sułtana Maroka.
W latach 1792–96 przy pomocy specjalistów, inżynierów i oficerów europejskich przystąpił do realizacji kompleksowej reformy administracji państwowej i reorganizacji armii, tzw. Nızam-ı Cedid; odebrał timary i ziamety lennikom niewypełniającym swych obowiązków, wprowadził nowe podatki, powołał kasę skarbową gromadzącą fundusze na finansowanie reform, utworzył organ kontrolny, tzw. Radę Dwunastu, powołał stałą służbę dyplomatyczną, zainicjował budowę regularnych sił zbrojnych opartych na wzorach europejskich, zreorganizował flotę, zmodernizował uzbrojenie, nakazał przebudowę umocnień w cieśninach czarnomorskich; jego posunięcia modernizacyjne spotkały się z opozycją rządców prowincji, janczarów, konserwatywnego duchowieństwa muzułmańskiego.
Zmagał się z licznymi buntami, m.in. wystąpieniem paszy Widynia Pasvanoglu, ruchem kyrdżały, a w swych afrykańskich posiadłościach z wahhabitami. W 1799 r. z inicjatywy Sauda wahhabici zawarli z Osmanami pokój, łamiąc zawarte w nim postanowienia; w 1802 r. wojska Sauda I Wielkiego najechały i splądrowały Karbalę, wraz z szyickim sanktuarium-meczetem Al-Husajna. Selim III nie zapobiegł zdobyciu przez wahhabitów Al-Hidżazu z Mekką i Medyną. W 1804 wydał paszy Egiptu Muhammadowi Alemu polecenie odzyskania świętych miast.
W okresie jego rządów w imperium osmańskim popularne stały się hasła rewolucyjne związane z wybuchem rewolucji francuskiej, które wpłynęły na radykalizację nastrojów burżuazji narodowości nietureckich i wzrost ich świadomości narodowej; sam Selim III opowiadał się przeciwko rewolucji, zachował jednak neutralność podczas wojny republiki francuskiej z koalicją. Sympatyzował z polskimi walkami niepodległościowymi, udzielił schronienia polskim uchodźcom, nie uznał zaborów. Po napoleońskiej agresji na Egipt i zajęciu przez Francuzów Wysp Jońskich, tradycyjny alians z Francją uległ osłabieniu, w 1800 r. Selim III przyjął wspólny z Rosją protektorat nad Republiką Siedmiu Wysp Jońskich; stosunki dyplomatyczne turecko-francuskie zostały przywrócone traktatem w Amiens (1802). Selim III odmówił udziału w III koalicji napoleońskiej.
Zmagał się z wystąpieniami narodowowyzwoleńczymi ludności słowiańskiej na Bałkanach (powstanie Jerzego Czarnego w Serbii, 1804-13); odwołując prorosyjsko nastawionych hospodarów Mołdawii i Wołoszczyzny, przyczynił się do wybuchu nowej wojny z Rosją (1807).
Odsunięty od władzy przez rebelię janczarską pod wodzą Şeyhülislam, która na tron wyniosła jego bratanka Mustafę IV, został z rozkazu bratanka zamordowany (uduszony), nie doczekawszy odsieczy wiernych mu oddziałów ajana z Ruszczuku, Mustafy Bayrakdara.